# وجيه عزايزة
وجيه طيب عبد الله عزايزة (مواليد 1955 في إربد) سياسي ومهندس مدني أردني يشغل منصب وزير الشؤون السياسية والبرلمانية في حكومة بشر الخصاونة منذ 27 تشرين الأول 2022 في المملكة الأردنية الهاشمية، شَغَل سابقاً وزارتي النّقل  والتّنمية الاجتماعيّة وعضوية مجلس الأعيان الأردني لثلاث مرات، وأدار ملف اللاجئين في الديوان الملكي  الهاشمي. أيضاً كان مدير عام دائرة الشّؤون الفلسطينيّة بالإضافة إلى مناصب هامة عديدة خاصة بشؤون اللاجئين الفلسطينيين والتنمية المستدامة على المستوى المحلي والعربي. مَثَل الأردن في لقاءات إقليمية وعالمية. حاصل على وسام الاستقلال من الدّرجة الأولى في عام 2007.
ساهم المهندس عزايزة في تنفيذ وإدارة مشاريع واستشارات هندسيّة للقطاعين الحكومي والخاص. منها مدير وحدة تنفيذ مستشفى الأمير حمزة. وكان مُحكّم ومهندس (إدارة المشاريع) لجمعيّة المُحكمين الأردنيين. سَاهم بشكل فاعل في أنشطة مختلفة منها الرياضية كرئيس أندية  الوحدات والقدس. أيضاً شارك بالعديد من المؤتمرات حول الشّؤون الدّولية والتنمية الاجتماعية وتَّعزيز مكانة المرآة ودورها في المجتمعات العربية. باحث ومحاضر في أمور التنمية و صياغة السّياسات العامّة.

## أهم المناصب التي شغلها
- وزير النقل (7 آذار 2021 – 26 تشرين أول 2022).[10]
- وزير التنمية الاجتماعية 2016.[11]
- وزير التنمية الاجتماعية 2012-2013.[12]
- وزير التّنمية الاجتماعيّة2011.[13]
- عضو مجلس الأعيان الثّامن والعشرون.[14]
- عضو مجلس الأعيان السّابع والعشرون.[15]
- عضو مجلس الأعيان السّادس والعشرون.[16]
- إدارة ملف اللاجئين في الديوان الملكي  الهاشمي (2013 – 2016).
- مدير عام دائرة الشّؤون الفلسطينيّة (2004 – 2011).[17][18]
- رئيس نادي الوحدات.[19]
- رئيس نادي القدس.
- عضو مجلس أمناء الصندوق الهاشمي لإعمار المسجد الأقصى المبارك وقبة الصخرة المشرفة.
- عضو لجنة إعمار المسجد الأقصى المبارك والصخرة المشرفة.
- مفوض الجانب الأردني/ اللجنة الأردنية الفلسطينية المشتركة.
- ممثل وزارة الخارجية/ مديرية المساهمات الحكومية- وزارة المالية.
- عضو مجلس مركز دراسات اللاجئين والنازحين والهجرة القسرية/ جامعة اليرموك.
- عضو مجلس أمناء مركز الدّراسات الاستراتيجيّة / الجامعة الأردنية.
- باحث في دراسات اللاجئين.
- محاضر في المعهد الدّبلوماسي الأردني والكليّة الملكيّة الأردنيّة للدّفاع الوطني.
- إعداد خطة الإصلاح الاجتماعي/ وزارة التّنمية الاجتماعيّة.
- ممثل الحكومة الأردنيّة / مؤسسة الأراضي المقدّسة
- رئيس الوفد الأردني المشارك في مؤتمر المشرفين على شؤون اللاجئين الفلسطينيين.(جامعة الدّول العربيّة).
- عضو مجلس دراسات اللاجئين.
- محاضر لكبار موظفي وزارة الدّفاع الإماراتية بالتّعاون مع جامعة زايد / كتابة السّياسات العامّة.
- رئيس جمعية الحضارة العربيّة (شمل).[20]

## الخبرات والكفاءات الأساسية
- العمل السياسي و إدارة الوزارات.
- تَمثيل الدول في المؤتمرات و المنتديات الإقليمية والعالمية.
- صياغة التشريعات الحكومية.
- التنمية الاجتماعية الشاملة ووضع وتنفيذ خطط الإصلاح الاجتماعي.
- شؤون اللاجئين والنّازحين والهجرة القسريّة.
- النقل والمواصلات.
- المجال الهندسي وقطاع الإنشاءات و التحكيم.
- إدارة الأندية الرياضية.
- تفعيل مشاركة المرآة كشريك أساسي في التنمية المُستدامة.
- التفاوض و إعادة التفاوض.
- مُتحدث ومًحاضر ومُساهم في البحث العلمي و نقل المعرفة.